# Primers desitjos
Primers desitjos (títol original: Premiers Désirs) és una comèdia dramàtica francesa dirigida l'any 1983 per David Hamilton i estrenada l'any 1984. Ha estat doblada al català.

## Argument
Després d'un naufragi, tres adolescentes aconsegueixen arribar a la riba d'una illa. Caroline és salvada per un estranger que no ha tingut temps de reconèixer abans que no desaparegui. Explorant l'illa, les tres noies descobreixen una superba estancia en la qual viuen Julia, una pianista de renom, i el seu marit. Coneixen a continuació tres nois que les conviden a anar a casa d'elles.

## Repartiment
- Monica Broeke: Caroline
- Patrick Bauchau: Jordan
- Inger Maria Granzow: Julia
- Emmanuelle Béart: Hélène
- Anja Schüte: Dorothée
- Bruno Guillain: Étienne
- Stéphane Freiss: Raoul
- Charly Chemouny: Max
- Serge Marquand: Pierre-Albert
- Béatrice Costantini: Agathe
- Ann-Gisel Glass: Dominique